# Paul Hör

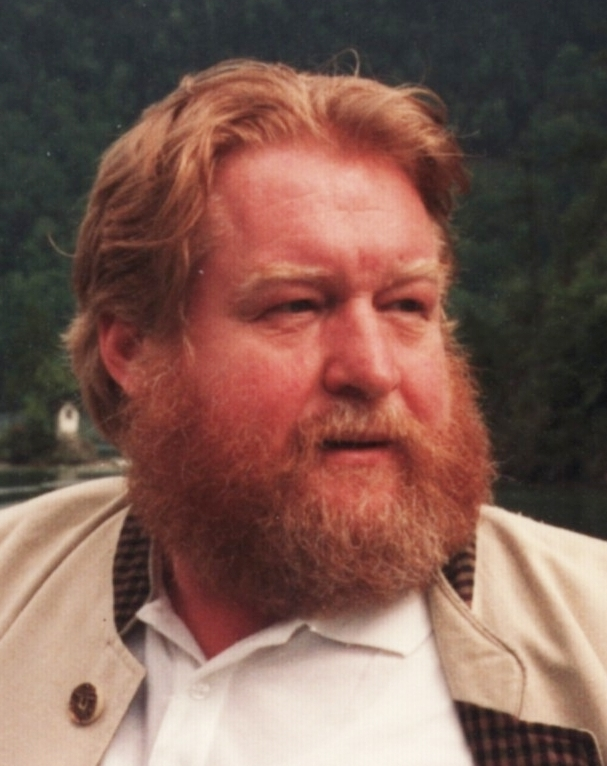
Paul Hör, 1993

Paul Hör (* 23. März 1948 in Wien; † 20. Februar 2011 ebenda) war ein österreichischer Schauspieler.

## Leben
Paul Hör stand schon als 7-Jähriger auf der Bühne, als Troll in Zauber der Weihnacht im Theater der Jugend in Wien. Nach der Pflichtschule absolvierte er eine Lehre als Koch. Danach begann er seine Schauspielausbildung an der Schauspielschule Krauss, wo er 1970 seine Abschlussprüfung machte.
Erste Theaterengagements erhielt er bei den Badischen Kammerschauspielen, den späteren „Deutsche Kammerschauspiele“, in Freiburg im Breisgau sowie in Zürich, Winterthur und am Städtebundtheater Biel-Solothurn. Mit Unsere kleine Stadt ging er, unter anderem mit Will Quadflieg, auf Tournee durch Deutschland und die Schweiz.
Von 1972 bis 1982 war Paul Hör am Vorarlberger Landestheater engagiert und spielte unter anderem 1978 die Titelrolle bei der Welturaufführung von „Herr Floridus“ von Lotte Ingrisch im Rahmen der Bregenzer Festspiele.
Von 1982 bis 2002 hatte er ein Engagement am Salzburger Landestheater, wobei er auch in Musicals gesanglich hervortrat. Bei Heinz Conrads hatte er einen TV-Auftritt mit dem Song „Mr. Cellophane“ aus Chicago. 1996 spielte er den Bahnhofsvorsteher in Der Kirschgarten unter der Regie von Peter Stein und gab 1997 mit diesem Stück ein Gastspiel in Edinburgh.
Paul Hör übersiedelte 2002 nach einer Herzoperation nach Wien und trat in den Ruhestand. Er wurde am Ober Sankt Veiter Friedhof (L-28) in Wien bestattet.

## Theaterrollen (Auszug)
- 1972 Romulus der Große
- 1973 Hauptmann von Köpenick

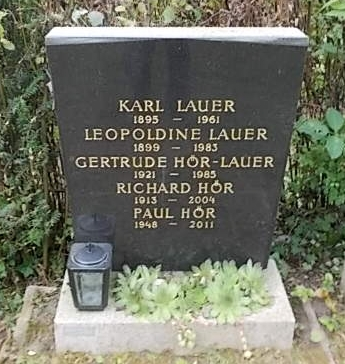
Grabstätte von Paul Hör

- 1974 Der Färber und sein Zwillingsbruder (Johann Nestroy)
- 1974 Die Ratten
- 1975 König Johann
- 1975 Lumpazivagabundus
- 1975 Was ihr wollt
- 1976 Der eingebildete Kranke
- 1976 Elektronenecho (Michael Köhlmeier)
- 1977 Die Nashörner
- 1978 Einer flog über das Kuckucksnest
- 1978 Herr Floridus (Bregenzer Festspiele, Lotte Ingrisch)
- 1979 Wienerinnen Hermann Bahr
- 1979 Der Impresario von Smyrna (Bregenzer Festspiele, Carlo Goldoni)
- 1980 Die Kleinbürger (Maxim Gorki)
- 1980 Die schmutzigen Hände
- 1981 Die Mausefalle
- 1981 Stan und Ollie in Austria (Urs Widmer)
- 1982 Richard III.
- 1983 Morast (Pavel Kohout)
- 1984 Stan und Ollie in Salzburg (Urs Widmer)
- 1985 Monsieur Chasse oder wie man Hasen jagt (Feydeau)
- 1987 Fürst von Salzburg – Wolf Dietrich (Oper von Gerhard Wimberger, Uraufführung)
- 1987 Land des Lächelns
- 1989 Lumpazivagabundus
- 1990 Blick von der Brücke Arthur Miller
- 1991 Der Prozess von Schamgorod (Elie Wiesel, TV-Aufzeichnung)
- 1992 Der Talisman
- 1994 Der Bockerer
- 1994 Der kleine Horrorladen, (Salzburg)
- 1995 Der kleine Horrorladen, (Ronacher, Wien)
- 1996 Der Alpenkönig und der Menschenfeind
- 1996 Der Kirschgarten, Regie Peter Stein
- 1997 Libussa (Grillparzer)
- 1998 Einer flog über das Kuckucksnest
- 1998 West Side Story
- 1999 Onkel Wanja
- 2000 Das Mädl aus der Vorstadt
- 2001 Victor/Victoria
- 2002 Johanna oder die Erfindung der Nation (Felix Mitterer, Uraufführung)

## Filmografie
- 1968 Eine Reise mit der Liebe und dem Tod (Regie: John Huston)
- 1971 Der Hauptmann (Rudolf Stoiber) (TV) (http://www.imdb.com/title/tt1685499/)
- 1971 Der Uhrendieb (Wolfgang Altendorf) (TV)
- 1971 Die Angst des Tormanns beim Elfmeter
- 1991 Geschichten aus Österreich – Festspielzauber (TV)

| Personendaten    | Personendaten                 |
| ---------------- | ----------------------------- |
| NAME             | Hör, Paul                     |
| KURZBESCHREIBUNG | österreichischer Schauspieler |
| GEBURTSDATUM     | 23. März 1948                 |
| GEBURTSORT       | Wien                          |
| STERBEDATUM      | 20. Februar 2011              |
| STERBEORT        | Wien                          |